# Ривердејл (Калифорнија)
Ривердејл (енгл. Riverdale) насељено је место без административног статуса у америчкој савезној држави Калифорнија.

## Демографија
По попису из 2010. године број становника је 3.153, што је 737 (30,5%) становника више него 2000. године.
| Група             | 2000.         | 2010.         |
| Белци             | 977 (40,4%)   | 920 (29,2%)   |
| Афроамериканци    | 30 (1,2%)     | 33 (1,0%)     |
| Азијати           | 47 (1,9%)     | 27 (0,9%)     |
| Хиспаноамериканци | 1.234 (51,1%) | 2.106 (66,8%) |
| Укупно            | 2.416         | 3.153         |